# 中國香港男子七人欖球代表隊

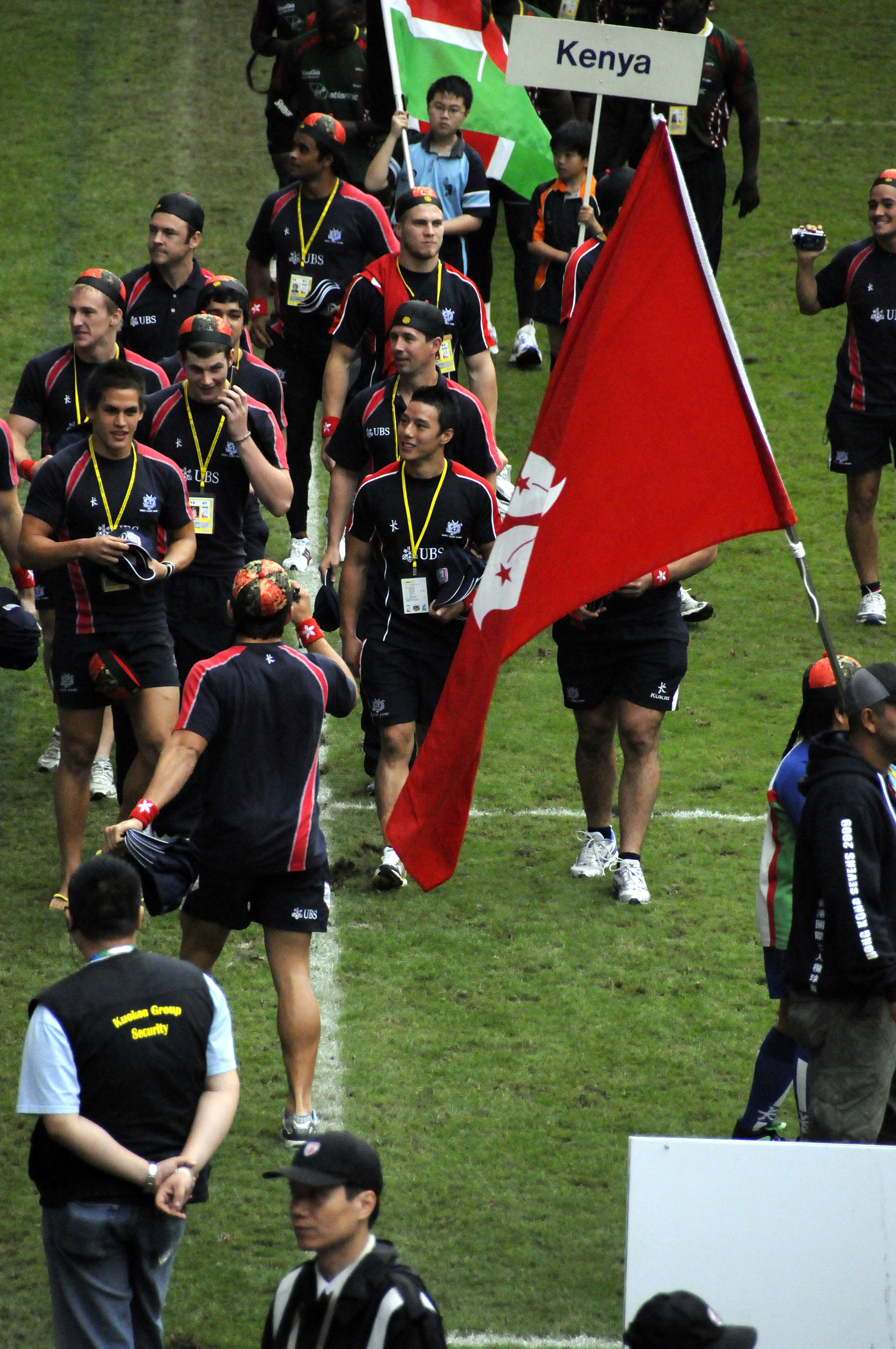
2009年香港國際七人欖球賽香港隊

中國香港男子七人欖球代表隊，前稱香港男子七人欖球代表隊，是香港的七人欖球代表隊，由中國香港欖球總會管理，現任總教練是莊保羅）。中國香港男子七人欖球代表隊曾先後8次在香港傑出運動員選舉當中獲選為「香港最佳運動隊伍」。
禾獲特（隊長）、拜恩、高凡迪爾、丹馬克、杜靴迪、李卡度、麥堅力、麥堅尼韋斯、麥季聰、虎拿東尼、薩耶斯*、韋兆新、姚錦成

## 發展
香港體育學院在2010年3月將香港男子7人欖球隊列入精英訓練資助項目，以強化他們的備戰工作和參加更多大型比賽；部分東亞運銀牌隊員更獲得提名「個別精英運動員資助」，獲發每月津貼，有助更全面備戰2010年底的廣州亞運會。
2013年3月，欖球運動正式成為香港體育學院精英體育的「A級」支援項目之一，是該計劃改制以來首個獲資格的團體運動項目。這意味著香港欖球總會的七人欖球培訓項目（包括男女子隊及青年軍），將獲得額外活動經費資助其精英培訓需要，以加強球隊在亞洲和國際的競爭力。由2013年4月1日起，香港七人欖球代表隊將獲得年度津貼予合資格運動員。
2014年10月2日，香港男子七人欖球代表隊在仁川亞運會中以12比24不敵日本，取得銀牌。華將姚錦成對未能奪金表示失望，未來兩年將專注亞洲巡迴賽及奧運資格賽，期望兩年後能夠出戰里約熱內盧奧運。
2015年11月8日，香港男子七人欖球代表隊以全勝資態殺入亞洲七人欖球外圍賽銀盃賽決賽，於香港大球場面對日本以10比24敗北，未能在主場奪得2016年里約熱內盧奧運會參賽資格。球隊需要參加2016年6月舉行的最後一場資格賽，爭取最後一個出席奧運會的資格。然而，分配到D組的港隊雖在最後資格賽中三戰全勝，以小組首名出線，但八強時遇上七欖種籽球隊蕯摩亞，港隊奮戰下以12比31落敗，正式無緣里約奧運。
2017年10月16日，香港男子七人欖球隊在亞洲賽斯里蘭卡站決賽加時以19比14絕殺勁旅日本，取得分站冠軍，因此取得來年三藩市舉行的2018年男子七人欖球世界盃及世界系列賽外圍賽資格。
2018年9月1日，香港男子7人欖球隊在亞運會男子7人欖球項目出戰準決賽及決賽爭奪獎牌，他們於準決賽以19比7擊敗韓國後殺入決賽鎖定獎牌，並在晚上的決賽上半場，憑姚錦成達陣成功，加上黎萬利射入附加球領先7比0。至上半場末段餘下1分24秒，港隊憑拿東尼達陣成功並由黎萬利射入附加球下，半場完以14比0領先日本。日本於下半場連番換人試圖突破港隊的防守，但依然不得其法，結果港隊維持14比0的比數順利取勝，歷史性首度奪得金牌。

## 成績

### 運動會
- 2009年東亞運動會七人欖球比賽銀牌
- 2010年亞洲運動會橄欖球比賽銀牌
- 2013年全運會七人橄欖球比賽銀牌[8]
- 2014年亞洲運動會七人制橄欖球比賽銀牌
- 2018年亞洲運動會七人欖球比賽金牌

### 香港國際七人欖球賽
- 2023年銀盾
- 2013年銀碗
- 2010年銀盾
- 2001年銀碗
- 1999年銀碗
- 1995年銀碗
- 1994年銀碗
- 1992年銀碟
- 1990年銀碟
- 1987年銀碗
- 1985年銀碗
- 1976年銀碟

## 榮譽
- 香港傑出運動員選舉

「香港最佳運動隊伍」（2008年、2010年、2011年、2012年、2013年、2014年、2016年、2018年，共8次當選）